# Scleria pernambucana
Scleria pernambucana är en halvgräsart som beskrevs av Modesto Luceño och M.Alves. Scleria pernambucana ingår i släktet Scleria och familjen halvgräs. Inga underarter finns listade i Catalogue of Life.